# Mitromorphidae
Famille
Les Mitromorphidae sont une famille de mollusques gastéropodes marins de l'ordre des Neogastropoda.

## Liste des genres
Selon World Register of Marine Species (18 mars 2016) :
- genre Anarithma Iredale, 1916
- genre Arielia Shasky, 1961
- genre Itia Marwick, 1931 †
- genre Lovellona Iredale, 1917
- genre Maorimorpha Powell, 1939
- genre Mitrellatoma Powell, 1942 †
- genre Mitromorpha Carpenter, 1865
- genre Scrinium Hedley, 1922

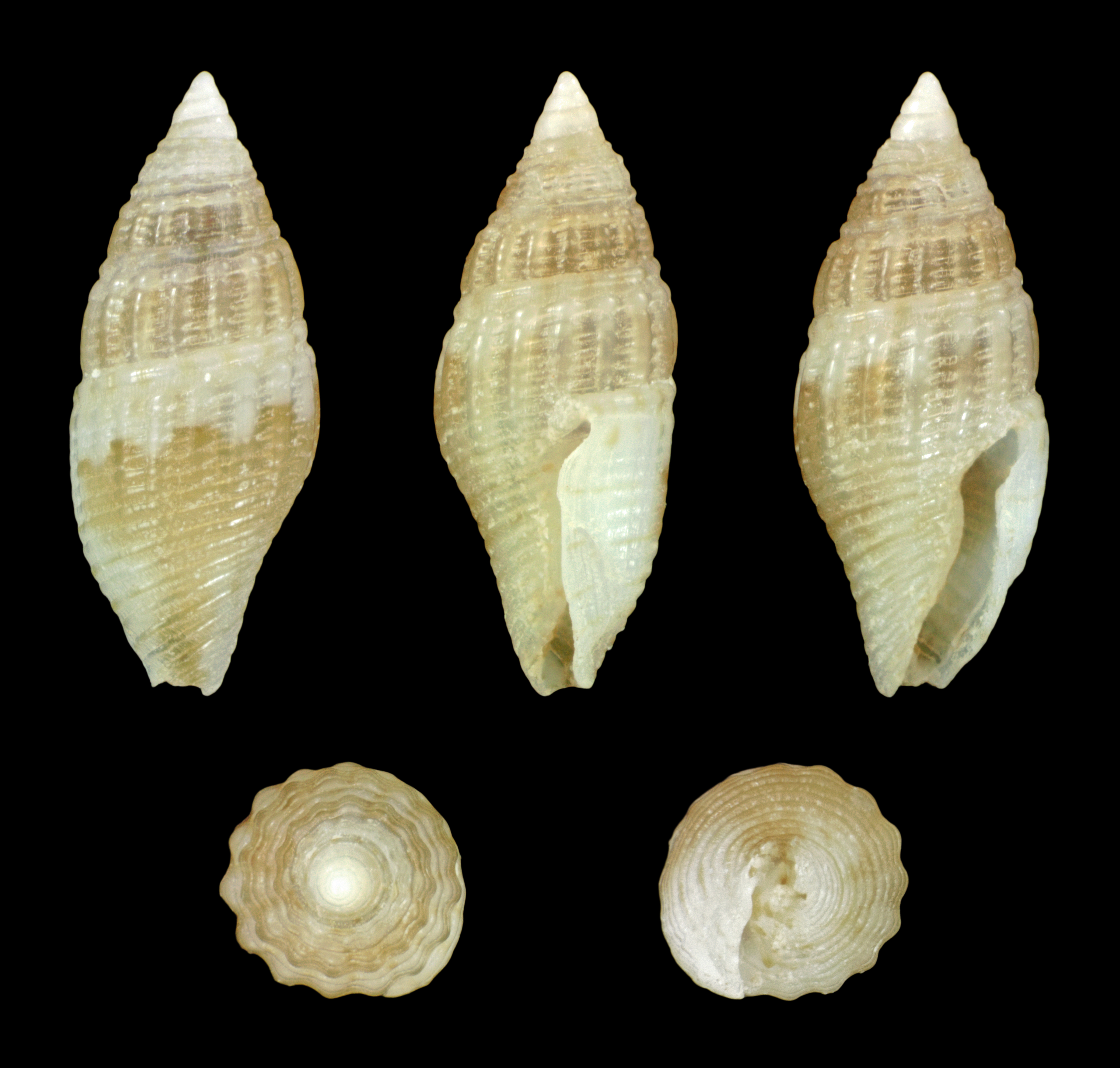
Anarithma metula
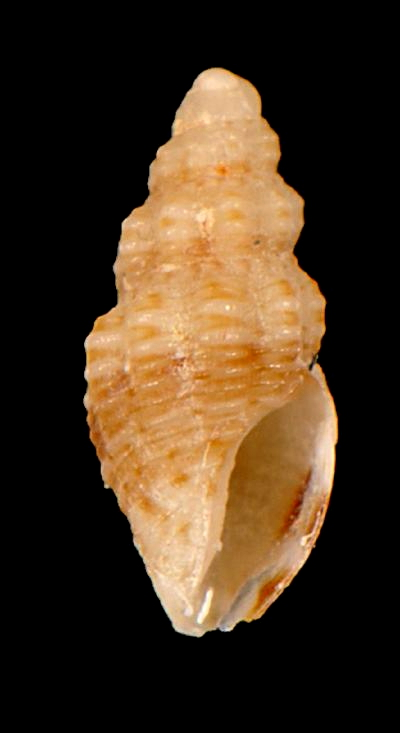
Cymakra sp.
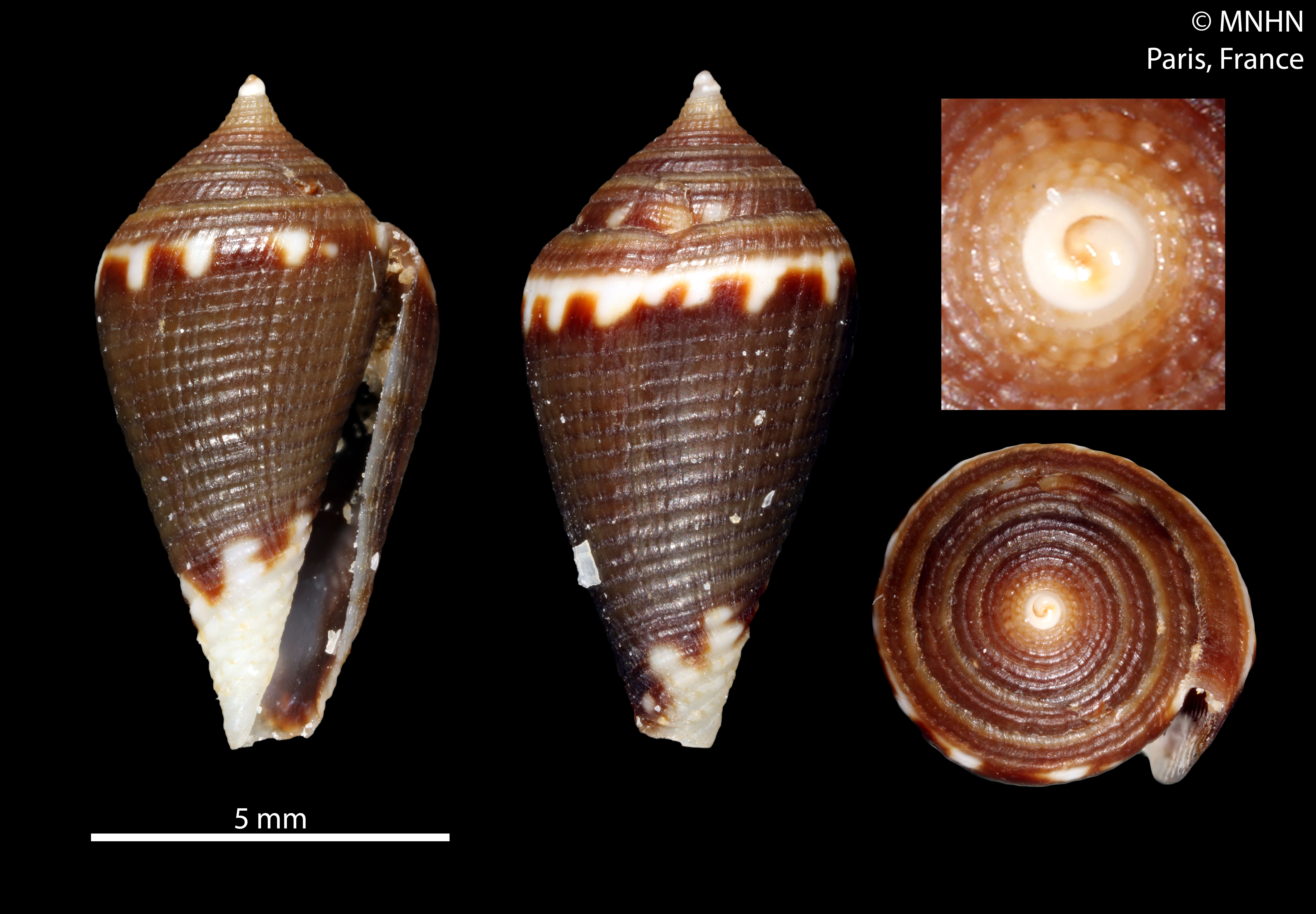
Lovellona carbonaria
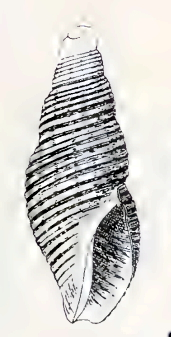
Maorimorpha suteri
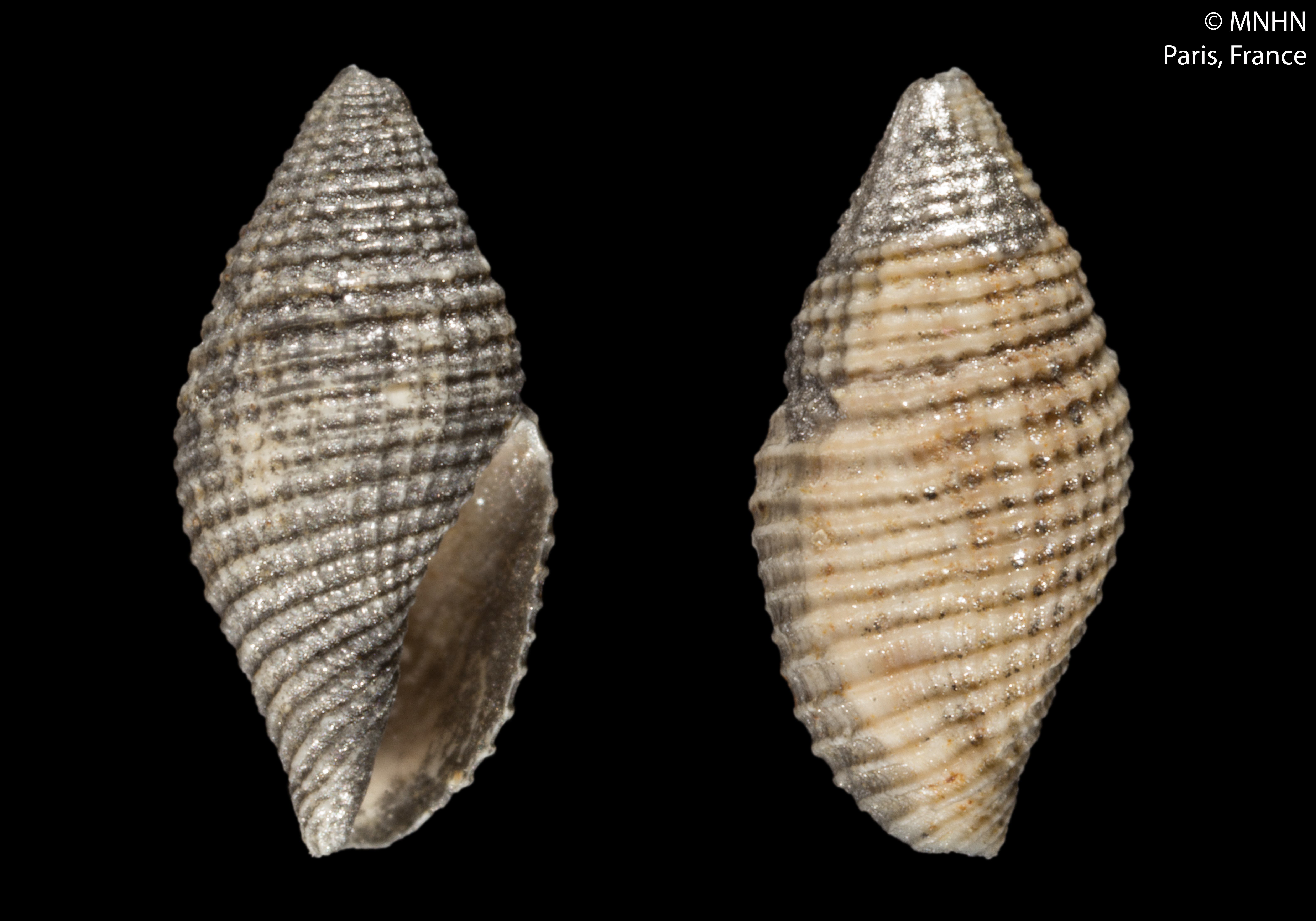
Mitrolumna titanocola
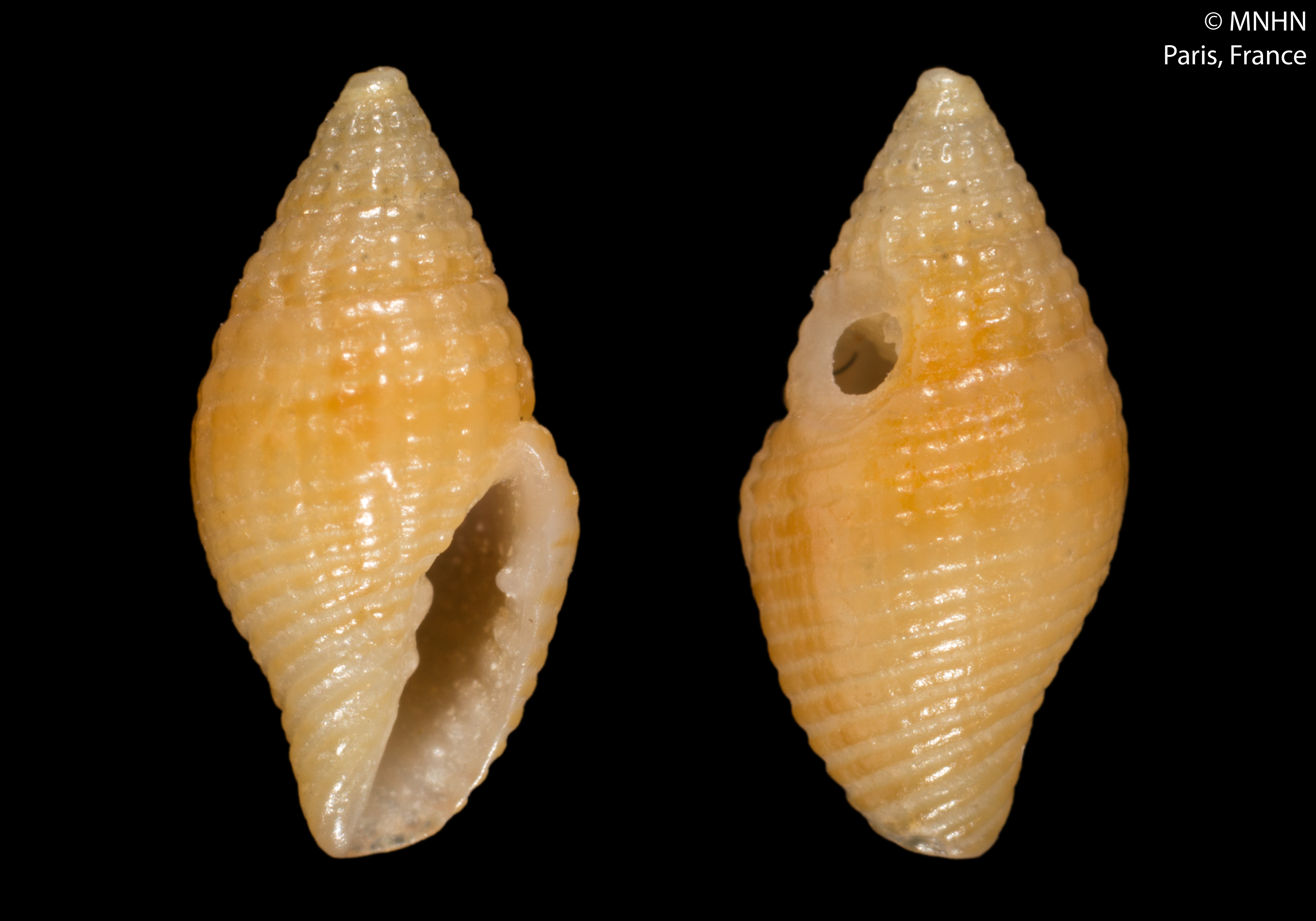
Mitromorpha columbellaria
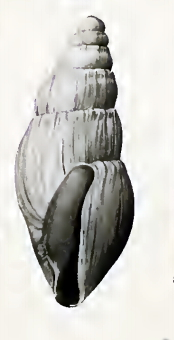
Scrinium furtivum